# 에비역
에비역(일본어: 江尾駅)은 일본 돗토리현 히노군 고후정에 위치한 서일본 여객철도 하쿠비 선의 철도역이다. 단선 · 섬식의 형태를 합친 2면 3선 구조의 복합 승강장을 갖춘 지상역이다.

## 타는 곳
| 1 | ■ 하쿠비 선 | 상행 | 니미 · 오카야마 방면 |               |
| 2 | ■ 하쿠비 선 | 하행 | 요나고 방면          |               |
| 3 | ■ 하쿠비 선 | 하행 | 요나고 방면          | 특급 대피때만 |
| 3 | ■ 하쿠비 선 | 상행 | 니미 · 오카야마 방면 | 특급 대피때만 |

## 역 주변
- 고후 정청
- 산인합동은행
- 국도 제180호선
- 국도 제181호선
- 국도 제183호선

## 역사
- 1922년
  - 3월 25일 : 하쿠비 키타선이 호키미조구치 역으로부터 연신했던 때의 종착역으로서 개업.
  - 7월 30일 : 하쿠비 키타선이 네우역까지 노선 연신, 도중역으로 한다.
- 1928년 10월 25일 : 하쿠비 키타선이 하쿠비 선의 일부로 되어, 이 역도 그 소속으로 한다.
- 1987년 4월 1일 : 일본국유철도 분할 민영화에 의해, 서일본 여객철도가 승계.
- 1997년 3월 : 현재 역사 준공.

## 인접 역
| 서일본 여객철도 하쿠비 선 | 서일본 여객철도 하쿠비 선 | 서일본 여객철도 하쿠비 선    |
| ------------------------- | ------------------------- | ---------------------------- |
| 무코 오카야마 방면        | ■ 하쿠비 선               | 호키미조구치 호키다이센 방면 |